# 金澤裕之 (言語学者)
金澤裕之（金沢裕之、かなざわ ひろゆき、1952年- ）は、日本語学者、横浜国立大学名誉教授。

## 人物・来歴
長野県生まれ。上智大学文学部新聞学科卒、法政大学文学部哲学科卒、1997年大阪大学大学院文学研究科日本語学博士後期課程修了、「近代大阪語変遷の研究」で文学博士。岡山大学文学部助教授、横浜国立大学教育人間科学部教授。2011年定年退職、名誉教授、目白大学外国語学部教授。国語学,日本語学。

## 著書
- 『近代大阪語変遷の研究』金沢裕之 和泉書院, 1998.5
- 『留学生の日本語は、未来の日本語 日本語の変化のダイナミズム』ひつじ書房, 2008.9
- 『スキマ歩きの日本語学 言語変化のダイナミズムを紡ぐ』花鳥社, 2022.7

### 共編
- 『近世語研究のパースペクティブ 言語文化をどう捉えるか』矢島正浩共編. 笠間書院, 2011.5
- 『日本語教育のためのタスク別書き言葉コーパス』編. ひつじ書房, 2014.3
- 『大正・昭和戦前期政治・実業・文化演説・講演集 SP盤レコード文字化資料』相澤正夫共編. 日外アソシエーツ, 2015.4
- 『貴重音源コレクション (想隆社アカデミックリソースシリーズ. 岡田コレクション 1)』田中牧郎, 相澤正夫共編. 想隆社, 2015.6
- 『SP盤演説レコードがひらく日本語研究』相澤正夫共編. 笠間書院, 2016.3
- 『SP盤落語レコードがひらく近代日本語研究』矢島正浩共編. 笠間書院, 2019.8
- 『日本語の乱れか変化か これまでの日本語、これからの日本語』川端元子,森篤嗣共編. ひつじ書房, 2021.2
- 『一語から始める小さな日本語学』山内博之共編. ひつじ書房, 2022.8

## 論文
- <金沢裕之